# 가와치 이치로
가와치 이치로(Ichiro Kawachi)는 일본계 미국인 의사, 사회역학자이다.

## 생애
1961년 도쿄에서 태어난 후 12세에 뉴질랜드로 이주하였다.
1985년 오타고 대학교를 졸업하고 웰링턴 병원에서 내과 의사로 수련받았다.
1992년 하버드 대학교 T. H. 챈 보건대학원의 교수로 임용되었다.

## 연구 분야
가와치는 사회역학 연구자로서 건강불평등, 건강의 사회적 결정 요인 등의 주제를 다룬다. 또한 동일본 대지진 피해 지역을 중심으로 사회적 자본이 건강에 어떠한 영향을 미치는지 연구하고 있다.

## 주요 저서
- Kawachi I, Kennedy BP, Wilkinson RG. Income Inequality and Health: A Reader. New York: The New Press, 1999. ISBN 978-1-56584-571-8.
- Daniels N, Kennedy BP, Kawachi I (eds). Is Inequality Bad for Our Health?. Boston: Beacon Press, 2000. ISBN 978-0-8070-0447-0.
- Berkman LF, Kawachi I. 사회 역학 (신영전 외 역). 한울아카데미. 2017. ISBN 978-89-460-4252-0. (원제: Social Epidemiology (2nd ed.). New York: Oxford University Press, 2014. ISBN 978-0-19-939533-0.)
- Kawachi I, Kennedy BP. 부유한 국가 불행한 국민 (김명희 역). 몸과마음. 2004. ISBN 978-89-89418-40-5. (원제: The Health of Nations. New York: The New Press, 2002. ISBN 978-1-56584-896-2.)
- Duncan DT, Kawachi I (eds). Neighborhoods and Health (2nd ed.). New York: Oxford University Press, 2018. ISBN 978-0-19-084349-6.
- Kawachi I, Wamala S (eds). Globalization and Health. New York: Oxford University Press, 2006. ISBN 978-0-19-517299-7.
- Kawachi I, Subramanian SV, Kim D. (eds). Social Capital and Health. New York: Springer, 2008. ISBN 978-0-387-71311-3.

## 같이 보기
- 건강 형평성
- 공중 보건